# King Sabata Dalindyebo
King Sabata Dalindyebo est une municipalité locale située dans le district d'OR Tambo, dans la province du Cap oriental, en Afrique du Sud. En 2011, sa population est de 451 710 habitants.

## Source
- (en) Cet article est partiellement ou en totalité issu de l’article de Wikipédia en anglais intitulé « King Sabata Dalindyebo Local Municipality » (voir la liste des auteurs).